# Rice-Eccles Stadium

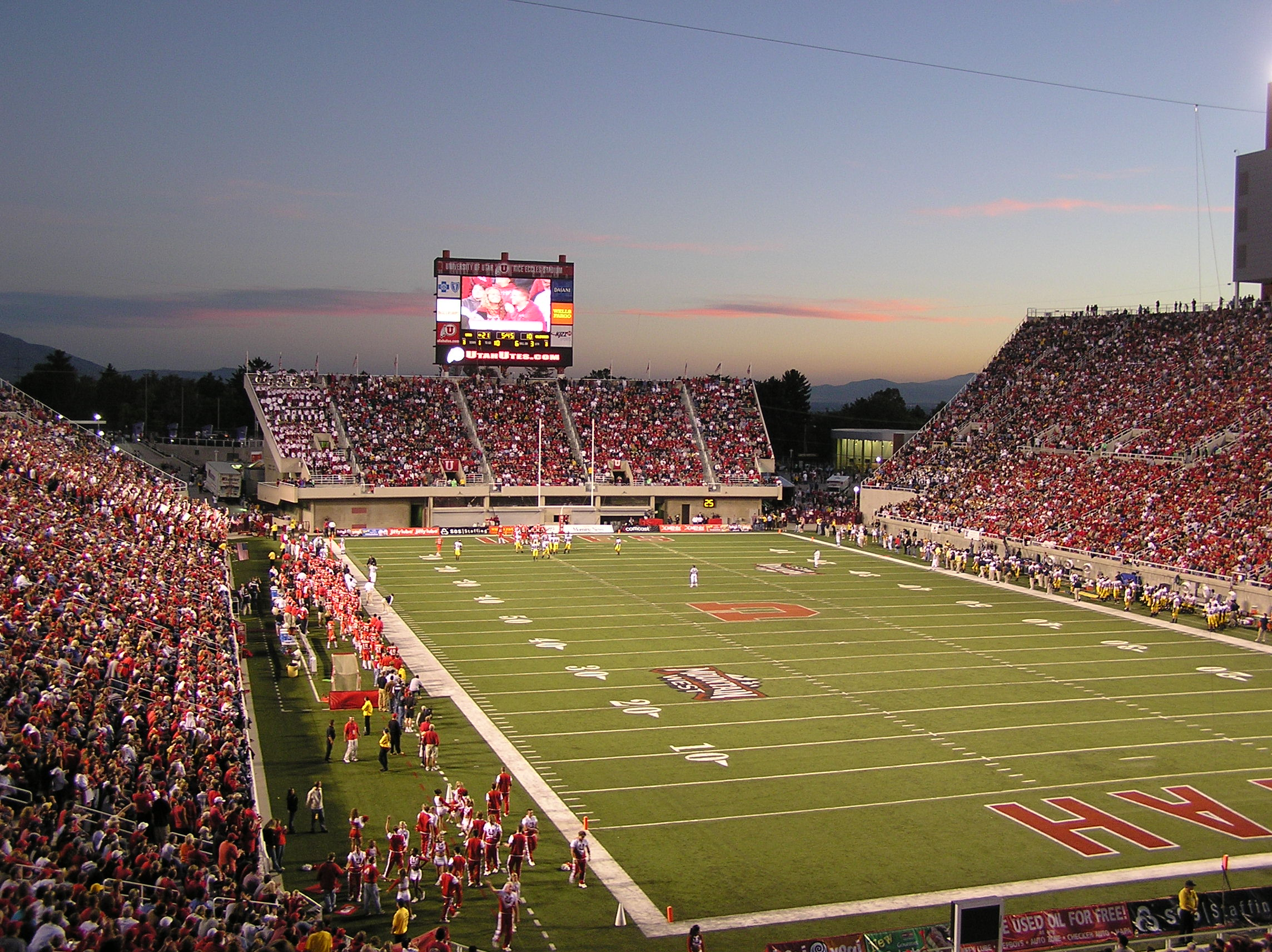
Amerikansk fotbollsmatch på Rice-Eccles Stadium mellan lag från Utah och Kalifornien den 11 september 2003.

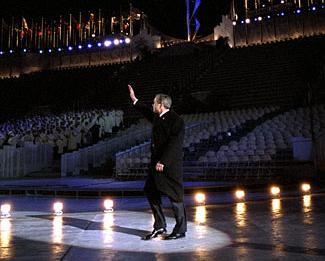
President George W. Bush vinkar till publiken vid öppningsceremonierna under 2002 års vinter-OS i Salt Lake City, vilka hölls på Rice-Eccles Stadium.

Rice-Eccles Stadium är en amerikansk fotbollsstadion på University of Utahs campusområde i Salt Lake City. Arenan är hemmaplan för laget Utah Utes. Den byggdes ursprungligen 1927 för 133 000 dollar. Arenan renoverades 1972 och ombyggdes 1998 inför de olympiska vinterspelen 2002, vars öppnings- och avslutningsceremonier hölls på stadion. År 1947 byggde man till 10 000 platser vid stadions norra sida. Stadions namn vid öppnandet 1927 var Ute Stadium och hade plats för 20 000 åskådare. Den första matchen som spelades på planen var 1 oktober mellan Ute och Colorado Mines där Ute vann med 40-6. 